# Hof van Beroep van Brussel

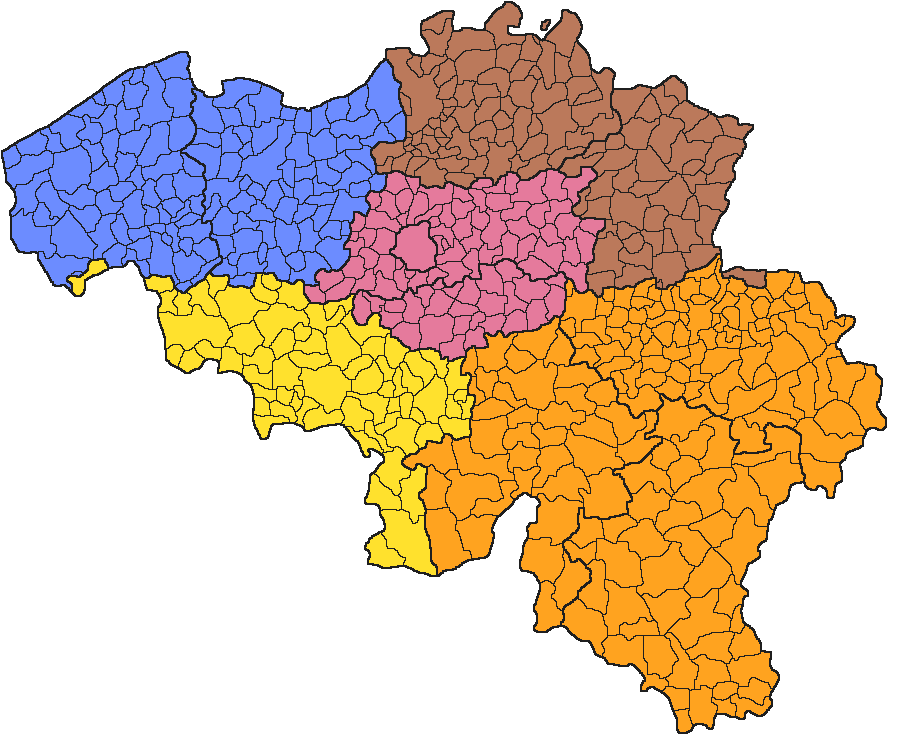
Rechtsgebied van het hof van Beroep van Brussel (roze kleur)

Het Hof van Beroep van Brussel (Frans: Cour d'appel de Bruxelles) is een van de vijf hoven van beroep in België. Het maakt deel uit van de piramidale rechterlijke organisatie en bestaat uit Nederlandstalige en Franstalige kamers. Territoriaal is het hof bevoegd voor het gerechtelijk gebied Brussel, wat overeenkomt met Vlaams-Brabant, Waals-Brabant en het Brussels Hoofdstedelijk Gewest. De zetel van het hof is in het Justitiepaleis van Brussel.

## Bevoegdheden
Materieel heeft Brussel dezelfde civiele en penale bevoegdheden als de andere hoven van beroep. Het hof neemt kennis van de beroepen tegen de vonnissen van acht rechtbanken:
- de Nederlandstalige rechtbank van eerste aanleg en de Nederlandstalige ondernemingsrechtbank van het gerechtelijk arrondissement Brussel
- de Franstalige rechtbank van eerste aanleg en de Franstalige ondernemingsrechtbank van het gerechtelijk arrondissement Brussel
- de rechtbank van eerste aanleg en de ondernemingsrechtbank van het gerechtelijk arrondissement Leuven
- de rechtbank van eerste aanleg en de ondernemingsrechtbank van het gerechtelijk arrondissement Waals-Brabant

Bijzonder is dat een gespecialiseerde sectie binnen het hof belast is met het economisch bestuursrecht. Deze zaken werden eerst toegewezen aan de 18e kamer, die dan vervelde tot 'Marktenhof', maar het blijft een sectie zonder zelfstandige werkingsmiddelen. Ze doet uitspraak zoals in kortgeding over de beroepen tegen beslissingen van de economische toezichthouders in België (FSMA, Belgische Mededingingsautoriteit, enz.). Voorheen zat dit contentieux bij de Raad van State, maar de behandeling werd ervaren als te weinig efficiënt.

## Organisatie
Het bijzonder reglement van het Hof van Beroep van Brussel voorziet in vier secties:
- burgerlijke sectie (18 kamers)
- penale sectie (12 correctionele kamers)
- sectie familie en jeugd (8 kamers)
- sectie Marktenhof (1 kamer)
- bureau voor rechtsbijstand

Er zijn kamers met drie magistraten en kamers met een alleenzetelende magistraat.

## Achterstand
Zaken die voor het Hof van Beroep van Brussel worden gebracht, kennen een uitzonderlijk lange doorlooptijd. Eerste voorzitter Massart sprak in 2021 van een "kolossale", "endemische" achterstand en vroeg een audit door de Hoge Raad voor de Justitie. Onder de oorzaken wordt gewezen op het personeelskader dat maar niet volledig wordt ingevuld, maar ook op een lagere productiviteit dan andere hoven van beroep. Als verklaring voor dat laatste wordt de grotere complexiteit van de zaken ingeroepen (‘megaprocessen’ op penaal vlak en exclusieve bevoegdheden in civiele materies). De werkomstandigheden in aftandse lokalen worden gelaakt en er is een grote uitval om medische redenen (vooral bij de griffie).

## Geschiedenis
Als voorloper van het Hof van Beroep van Brussel kan de Raad van Brabant worden beschouwd, die vanaf 1463 vast in Brussel was gevestigd. 
Keizer Jozef II probeerde een gerechtelijke hervorming door te voeren, als onderdeel waarvan alle gewestelijke justitieraden van de Oostenrijkse Nederlanden zouden worden vervangen door twee beroepshoven (conseils d'appel) in Brussel en Luxemburg, maar de Omwenteling van 1787 vertraagde dit plan en de Brabantse Omwenteling kelderde het definitief.
Het waren de Fransen die in 1795 dan toch de Raad van Brabant afschaften in het kader van een complete hertekening van het justitieapparaat. De hervormingen volgden elkaar snel op. Aanvankelijk werd de departementale organisatie van de Franse grondwet van 1795 ingevoerd, waarbij Brussel als hoofdstad van het Dijledepartement de beroepsrechtbanken kreeg: het Tribunal civil en het Tribunal criminel. De gerechtelijke reorganisatie van 1800 maakte Brussel tot een van de 29 Franse steden met een Tribunal d'appel (bevoegd voor de departementen van de Dijle, Leie, Schelde, Twee Neten en Jemmapes). De benaming evolueerde tot Cour d'appel en vervolgens Cour impériale. Het strafgerechtshof werd in 1800 omgevormd tot Cour de justice criminelle, vanaf 1810 genaamd Cour d'assises. Het personeel van al deze rechtbanken werd compleet vernieuwd. De voertaal was volledig Frans.
De napoleontische situatie bleef in essentie overeind tijdens het Verenigd Koninkrijk der Nederlanden: het Brusselse hof van beroep bleef verantwoordelijk voor vijf departementen, voortaan provincies genaamd. Na de Belgische onafhankelijkheid volgde een zuivering van de magistratuur en in 1832 een hertekening van de rechtsgebieden: door de oprichting van het Hof van Beroep van Gent moest Brussel de provincies West- en Oost-Vlaanderen afstaan.
In 1820 verhuisde het hof naar het nieuwe gerechtsgebouw aan de Place du Palais en in 1883 naar het Justitiepaleis.
Met ingang van 1975 verloor het Hof van Beroep van Brussel opnieuw grote delen van zijn rechtsgebied: de provincie Antwerpen kwam toe aan het nieuwe Hof van Beroep van Antwerpen en de provincie Henegouwen aan het nieuwe Hof van Beroep van Bergen. Zodoende kromp het Brusselse ressort tot de provincie Brabant en werd in zekere zin teruggekeerd naar de situatie van 1795.

## Voorzitterschap
Het hof van beroep wordt geleid door de eerste voorzitter. De volgende personen hebben dit ambt bekleed:
- 1842-1867: F.J.G. de Page
- 1867-1872: François Thielemans
- 1872-1877: A.H. Gérard
- 1877-1881: Emmanuel de Prelle de la Nieppe
- 1881-1889: F.A. Jamar
- 1889-1894: Emile Eeckman
- 1895-…: M. Motte
- 1919: Henry Lévi-Morelle
- 1920-1922: Ferdinand Ernst
- 1923-1927: Léon Eeckman
- 1927-1933: Édouard Joly
- 1933-1934: Henri Simons
- 1934-1938: Georges de le Court
- 1938-1940: Oscar de Lichtervelde
- 1940-1945: vacant
- 1945-1945: Léopold de Vos
- 1946-1950: Georges Chevalier
- 1950-1954: Rodolphe Heyse
- 1954-1959: Paul Marcoux
- 1959-1959: Paul Derminne
- 1959-1964: Jules Serny
- 1964-1965: Louis Mineur
- 1965-1967: Charles Winckelmans
- 1967-1973: Albert Saliez
- 1973-1977: Achilles Marechal
- 1977-1978: Marcel Liard
- 1978-1982: Jacques van der Haeghen
- 1982-1988: Marc de Smedt
- 1988-1990: Luciaan Slachmuylder
- 1990-1990: Jaak Verdood
- 1991-1992: José Anne de Molina
- 1992-1996: Pierre van de Walle
- 1997-2002: Jacqueline Closset
- 2002-2007: Marc de le Court
- 2007-2009: Guy Delvoie
- 2010-2014: Antoon Boyen
- 2014-2018: Laurence Massart
- 2018-2019: Luc Maes
- 2019-2024: Laurence Massart

## Voetnoten
1. ↑  Artikel 101 van het Gerechtelijk Wetboek, gewijzigd bij wet van 25 december 2016.
2. ↑  Bijzonder reglement van het hof van beroep te Brussel (2023)
3. ↑  Zaak is klaar, maar kan pas in 2040 (!) behandeld worden: hoe achterstand bij hof van beroep Brussel steeds grotere proporties aanneemt, VRT NWS, 12 december 2023
4. ↑  Audit van het hof van beroep Brussel - Verslag van 30 juni 2022, p. 4
5. ↑  John Gilissen, Historische inleiding tot het recht, 1989, p. 133-134
6. ↑  Prosper Poullet, Institutions françaises de 1795 à 1814. Essai sur l'origine des institutions belges contemporaines, 1907, p. 663
7. ↑  Jacques Logie, Les Magistrats des cours et des tribunaux en Belgique, 1794-1814. Essai d'approche politique et sociale, Genève, Droz, 1998
8. ↑  Prosper Poullet, Institutions françaises de 1795 à 1814. Essai sur l'origine des institutions belges contemporaines, 1907, p. 94
9. ↑  Loi du 4 août 1832 organique de l'ordre judiciaire